# Doha Convention Center Tower
La Torre de Centro de Convención de Doha es un rascacielos de 550m de alto (1,804 pies) en construcción en Doha, Catar.Será el edificio más alto de Catar ,la Construcción ha sido reanudada. La finalización es estimada para 2012.
El edificio, formado como un obelisco afilado, va a tener oficinas sobre los niveles inferiores, apartamentos, un hotel y residencias de ático. En la misma cima, Habrá un club privado de cristal rodeado por las extensiones de la fachada de la torre y apoyado por una hélice estructural.
- Datos: Q1128296